# 신랑 (결혼)

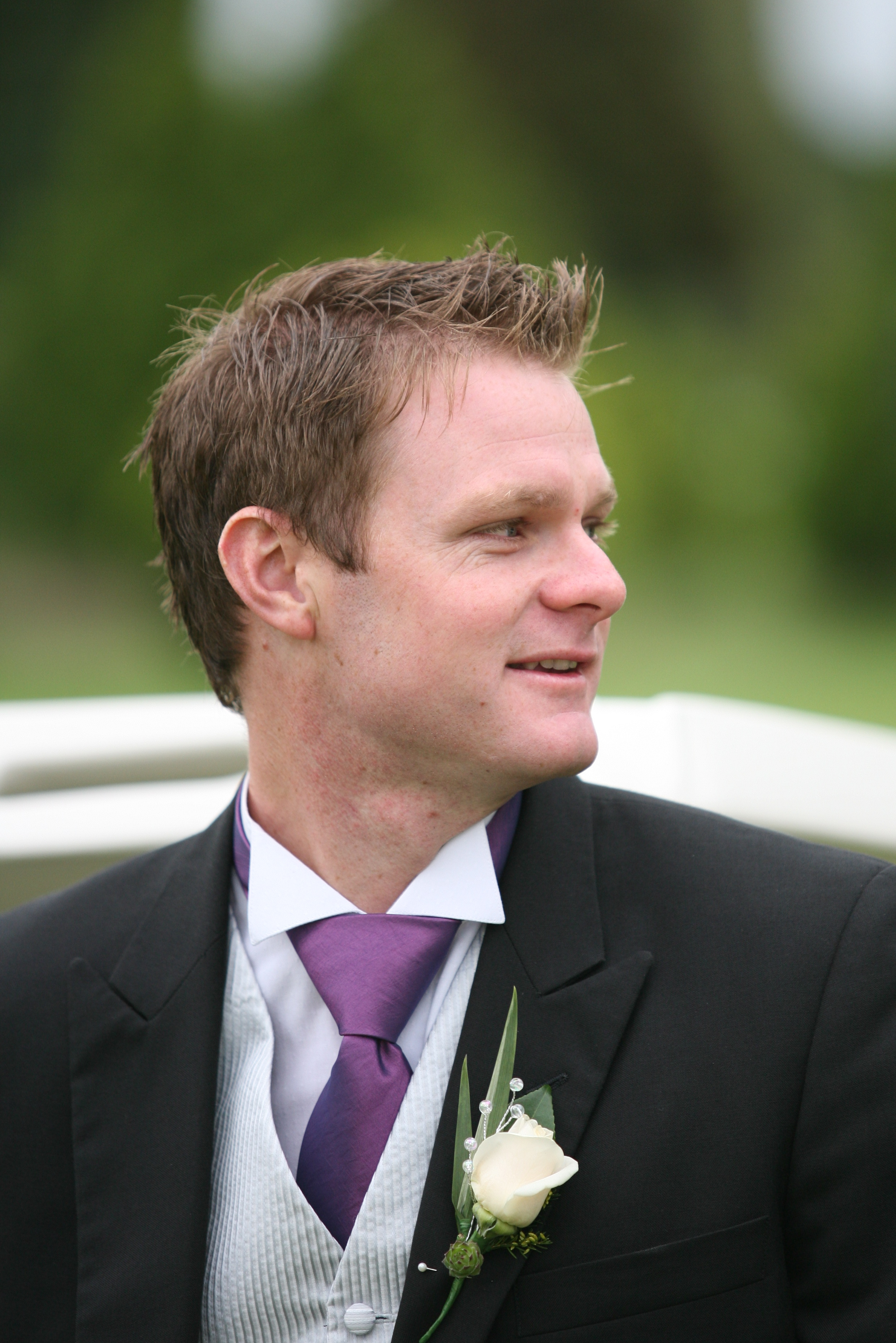
신랑

신랑(新郎)은 막 결혼하였거나 결혼을 할 남자를 뜻한다. 따로 결혼을 할 남자는 예비 신랑이라고 부른다.
결혼할 때 신랑의 미래 배우자(여성인 경우)는 일반적으로 신부라고 한다. 신랑은 일반적으로 최고의 남자와 신랑 들러리가 참석한다.